# Sobralia violacea
Sobralia violacea är en orkidéart som beskrevs av Jean Jules Linden och John Lindley. Sobralia violacea ingår i släktet Sobralia och familjen orkidéer. Inga underarter finns listade i Catalogue of Life.